# リーニエンヴァル
リーニエンヴァル（ドイツ語：Linienwall、意味は「線の壁」）とは、オーストリアのウィーンで、フォアシュタット新市街（Vorstadt、「<市壁の>手前の町」の意味）の外縁を囲む形でフォアオルト郊外村（Vorort、「<町の>手前の村」の意味）との間に設置された軽装備の要塞設備のこと。18世紀初頭から19世紀末まで存在した。

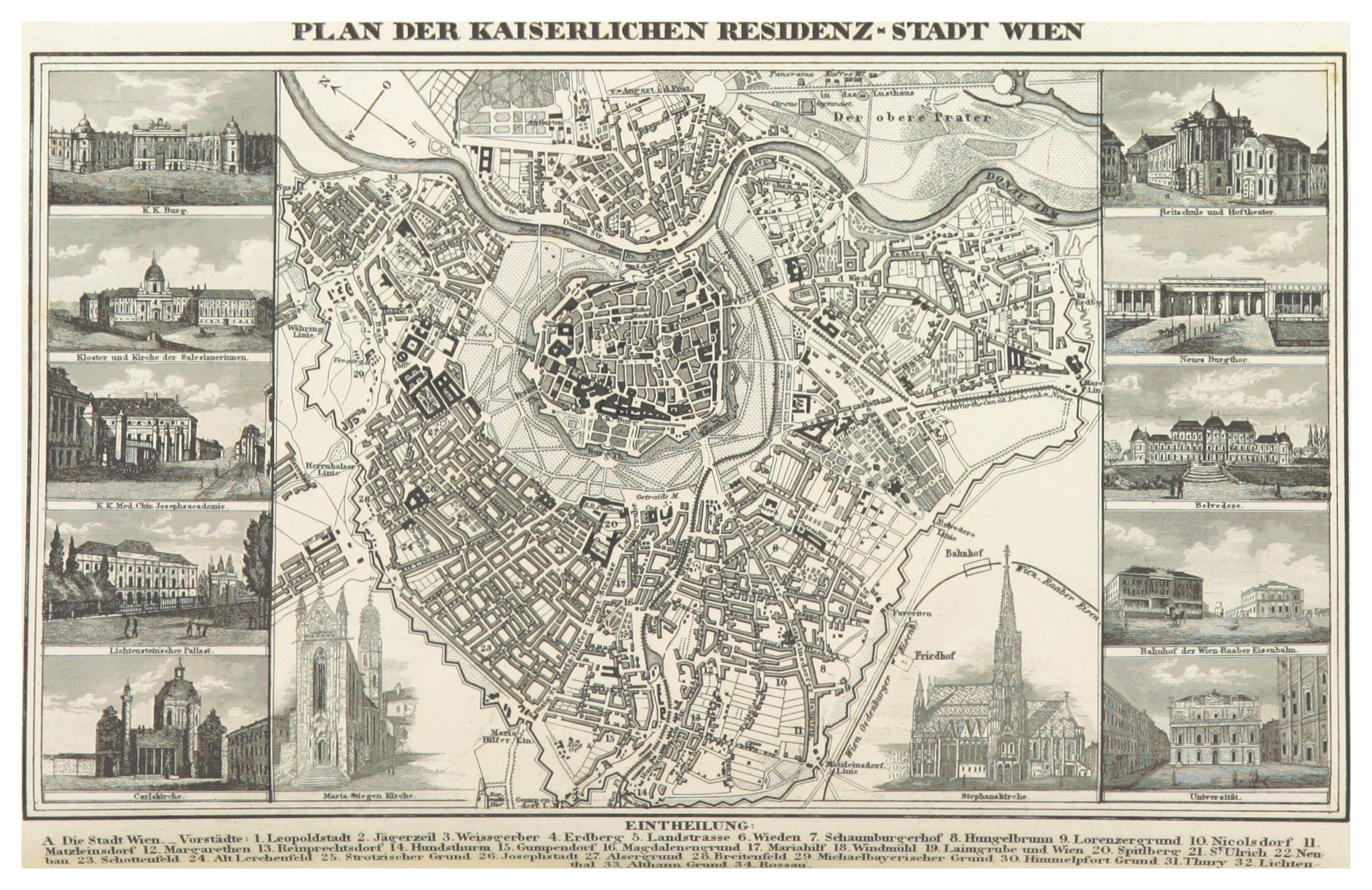
1843年、城壁が残るウィーンの地図。旧市街を大きく取り囲む形で左上のドナウ運河から右上のドナウ運河へギザギザのリーニエンヴァルが通っている。

## リーニエンヴァルの建設
トルコ軍とハンガリー・クルツ反乱軍(de:Kuruzen)への備えのため、1704年、皇帝レオポルト1世の指示によりリーニエンヴァルの建設が始まった。これは「クルツ堡塁」(Kuruzzenschanze)と呼ばれる軍事施設の一部を成すものだった。この堡塁設備はハンガリーとの境界線上に設置された防衛ラインで、計画された全長は約200㎞だが、全工程の完成は果たせずに終わった。ライタ川とモラヴァ川沿いを通ってノイジードラー湖までを結んでおり、その一部がウィーンにも設置された形となっていた。
1704年6月11日、ウィーンへ攻め寄せてきたクルツ反乱軍を2600人の市民と150人の学生がリーニエンヴァルで食い止めることに成功した。

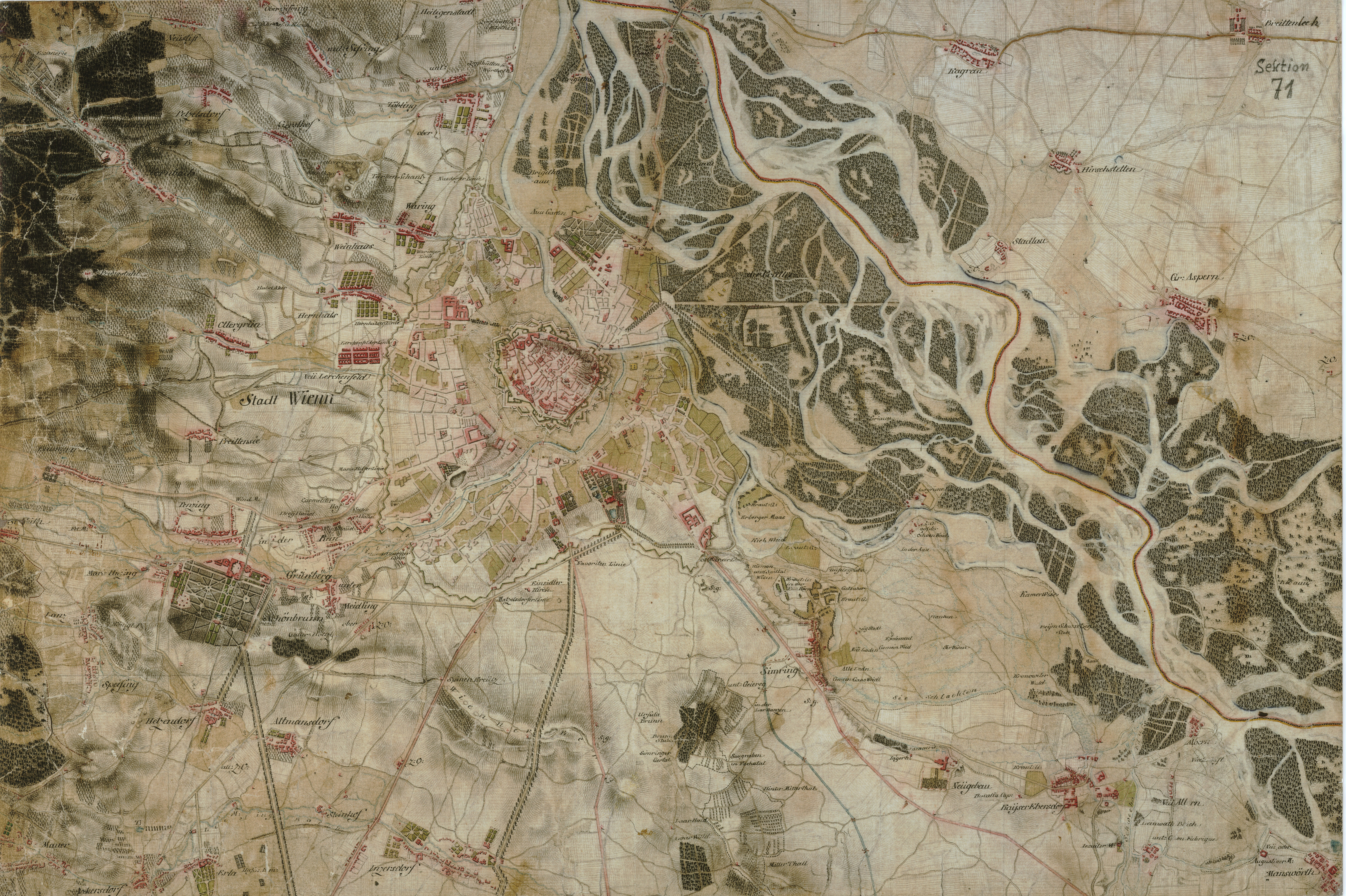
1790年の位置。中央付近の赤い円形が市壁で囲まれた旧市街（現在の1区に相当）で、その左側に見えるギザギザの線がリーニエンヴァル。旧市街の左上（北北西）の川沿いから南へ向かい、旧市街をC字形に囲むように右下（南東）へ続いている。（皇帝ヨーゼフ2世の地勢図作成事業から）

構造としては、土壁の上部に防御柵を設けて強化し、前面部（外縁）には堀が巡らされた。現在の地図で言うと、南から北へ、3区・ザンクトマルクス地区のドナウ運河から9区のリヒテンタールまでを結ぶラインである。軍事上の利点からジグザグに配置されていた。おおよそ、1850年にウィーン市に編入されたフォアシュタット新市街（現在の3区から9区まで）と、1892年に編入のフォアオルト郊外村（現在の10区から19区まで）との間の境界線となっていた。
建設工事には、旧市街（現在の1区に相当）とフォアシュタット新市街に住む18歳から60歳までの全ての市民が動員され、自ら参加するか、代理人を立てて出すことが求められた。この大規模な人員動員により、高さ4メートル、厚さ4メートルの壁の建設は4ヶ月で完了した。壁の前面には深さ3メートルの堀が掘られ、全長は約13.5㎞に及ぶものとなった。壁の内外を結ぶ道路上には門、跳ね橋、リーニエ庁(Linienamt)の官舎が設置された。周囲の土地はやがて各地の地名に「リーニエ」を冠して呼ばれるようになった（例えば、ベルヴェデーレ宮殿沿いの通りの延長線上にあるリーニエは「ベルヴェデーレ・リーニエ」、など）。1738年、土盛りの壁をレンガで補強する工事が実施された。

## リーニエンカペレ（リーニエ礼拝堂）
1740年から1760年にかけて、門の場所には18の礼拝堂が設置された。全てネポムクの聖ヨハネ（聖ネポムク）（橋の守護聖人）に捧げられた礼拝堂だったことから、現在のウィーン市内には聖ネポムクの像が数多く残されている。民衆の間では礼拝堂のことを俗に「道中のハンスル」（Hansl am Weg、ハンスルはヨハネのこと）と呼んでいた。町に出入りする全ての旅人、税制境界（1850年から1891年まではウィーン市の境界でもあった）のリーニエ庁に勤務する役人がここで祈りを捧げ、ミサに出席することができた。
当時の位置に当時の姿で現存しているのはフンツトゥルム礼拝堂(Hundsturmer Kapelle)（別称、シェーンブルン礼拝堂<Schönbrunner Kapelle>）のみで、現在の10区（マルガレーテン区、シェーンブルンナー・シュトラーセ通り<Schönbrunner Straße> 124番地）にある。
この他、ターボル（2区）にヨハネス・ネポムク礼拝堂(Johannes-Nepomuk-Kapelle)が現存するが、当時から数メートルずれた位置に移設されたものである。
フォルクスオーパーの近くにもヨハネス・ネポムク礼拝堂が現存するが、これは位置も建物も元の状態ではなく、1898年に開通したウィーン都市鉄道(Wiener Stadtbahn)の建設工事の過程で元の礼拝堂が撤去されたため、当時の位置からは数メートルずれた場所に再建されたものである。現在の建物は、9区の地下鉄U6線の経路とヴェ―リンガー・ギュルテル大通り（内側の方、Währinger Gürtel）の間に位置している。

## 税制の境界線としてのリーニエンヴァルとリーニエ庁

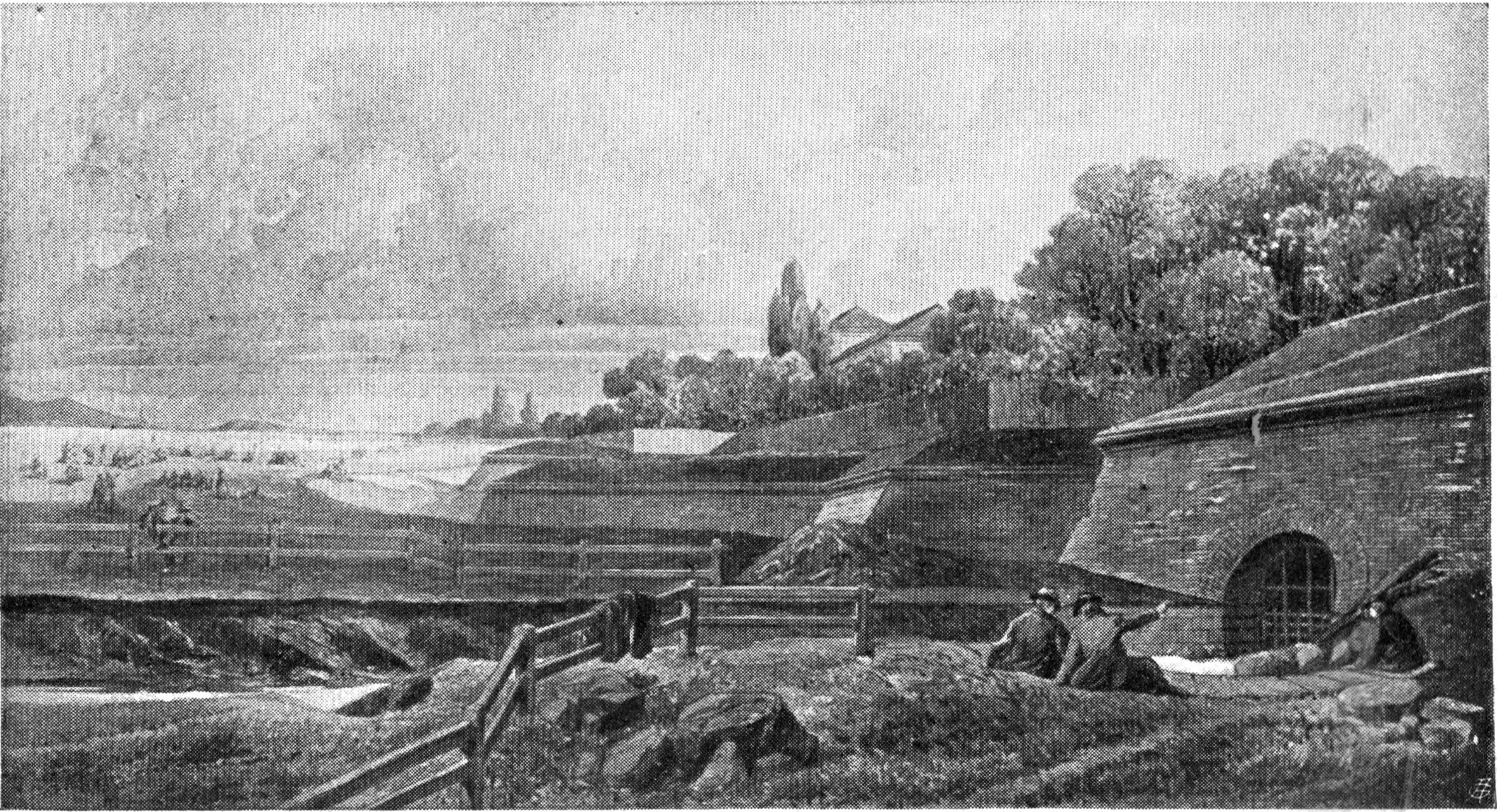
リーニエンヴァルの様子（現在のヴェ―リンガー・ギュルテル大通り<Währinger Gürtel>）。

リーニエンヴァルが実戦でどの程度機能するかを実証する機会は歴史上、訪れることはなかった。唯一、1848年に、蜂起したウィーン市民が皇帝軍に対峙する抵抗の砦として短期間使用したのみである。
1829年から、リーニエンヴァルは税制の境界線として利用された。「リーニエ庁」(Linienamt)と呼ばれる通関所が設置され、ウィーン市内へ搬入される食料品に対して飲食税（Verzehrungssteuer、消費税の一種）が課税された。その際、リーニエンヴァルの内側の区域で、後に1850年になってウィーン市に編入されたフォアシュタット新市街は、編入前からウィーン市と対等と見なされ、外側の区域よりも税制上、高く設定された。これに対し、外側のフォアオルト郊外村は税制上優遇された。これにより、ノイレルヒェンフェルト地区（Neulerchenfeld、現在の16区）では食料・飲料が格段に安く調達できたため、飲食店が進出し、繁盛した（「神聖ローマ帝国で最大の飲食店」）。この他、リーニエンヴァルの通過には通行税（リーニエン・ゲルト<Liniengeld>、「リーニエのお金」の意味）が徴収された。

## リーニエンヴァルの撤去

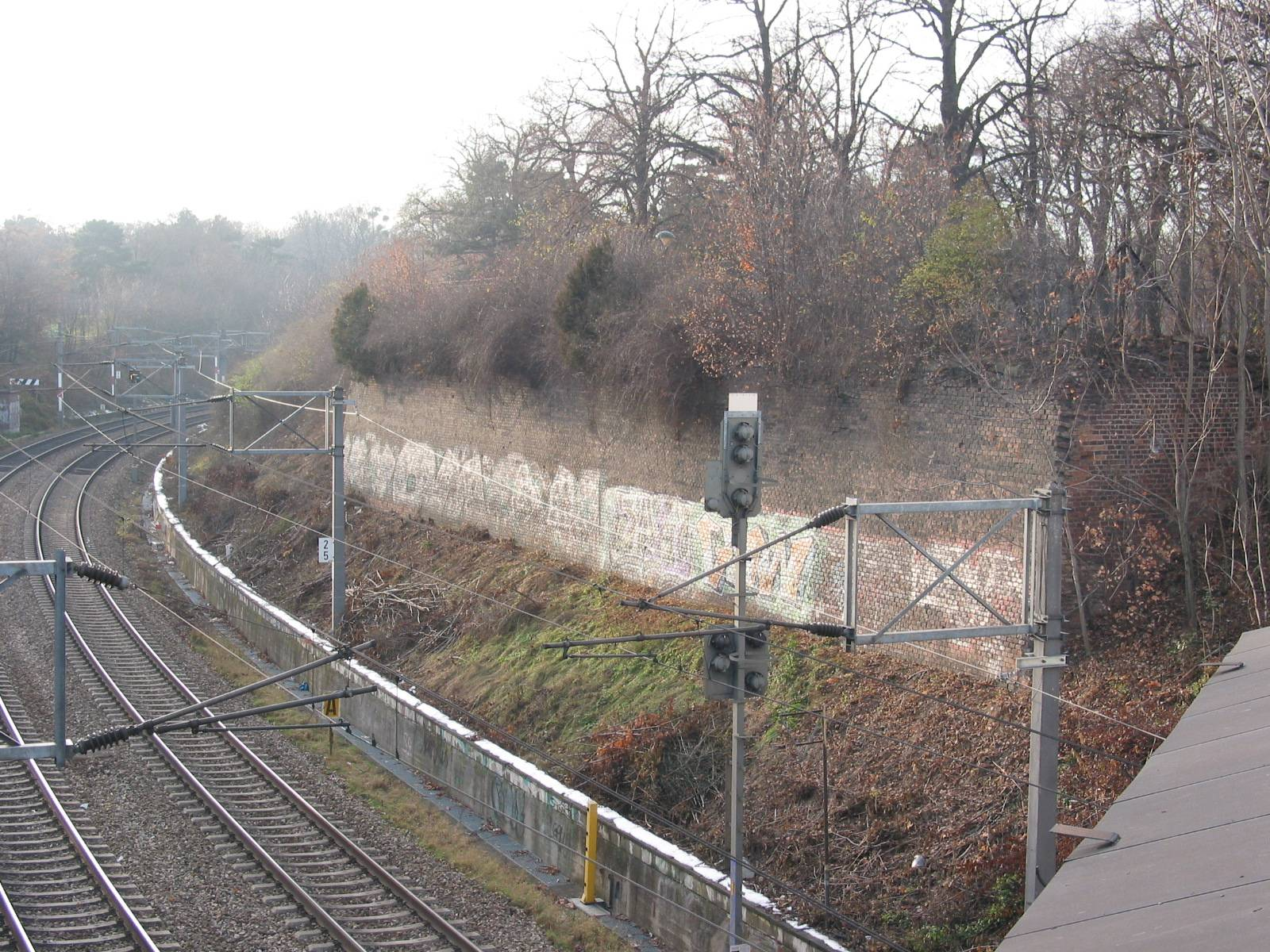
リーニエンヴァルの遺構。ラントシュトラーサー・ギュルテル大通り(Landstraßer Gürtel)に近いウィーン近郊電車（エス・バーン、S-Bahn）の線路沿い。

1846年、ベルヴェデーレ・リーニエの外側にウィーン南駅とウィーン東駅が、1858年、マリアヒルファー・リーニエ沿いにウィーン西駅が、それぞれ開業した。1856年、帝王室兵器庫(k.k. Arsenal)もリーニエンヴァルの外側に設営された。このように、リーニエンヴァルの軍事的な意味合いはかなり以前から希薄になっていた。
1862年からリーニエンヴァルのすぐ外側沿いに道路を建設する計画が持ち上がり、1873年、ギュルテル大通り(Gürtelstraße)が開通した。このとき、1850年にウィーン市に編入されていた4区（ヴィーデン）と5区（マルガレーテン）から、リーニエンヴァルの外側の区域を切り取って合併する形で10区（ファヴォリーテン）が新設された。そして、1890年12月18日、リーニエンヴァルの外側に位置するフォアオルト郊外村に対してもウィーン市への編入が決定された。1892年1月1日をもって各地の郊外村が編入されると同時に、1829年以来の税制区分も意味を失い、ここに、ウィーン市を中世以来、長い年月に渡って囲んでいた市壁・要塞設備の撤去作業における最後の障壁が取り除かれるに至った。1894年3月にリーニエンヴァルの撤去工事が始まり、ギュルテル大通りの拡張工事が実施され、1895年にはウィーン都市鉄道(Wiener Stadtbahn)の敷設工事も始まった。大幅に拡幅された2本のギュルテル大通りに挟まれる形でその中央部に線路を通し、1898年に営業運転を開始した。

## 現在の遺構

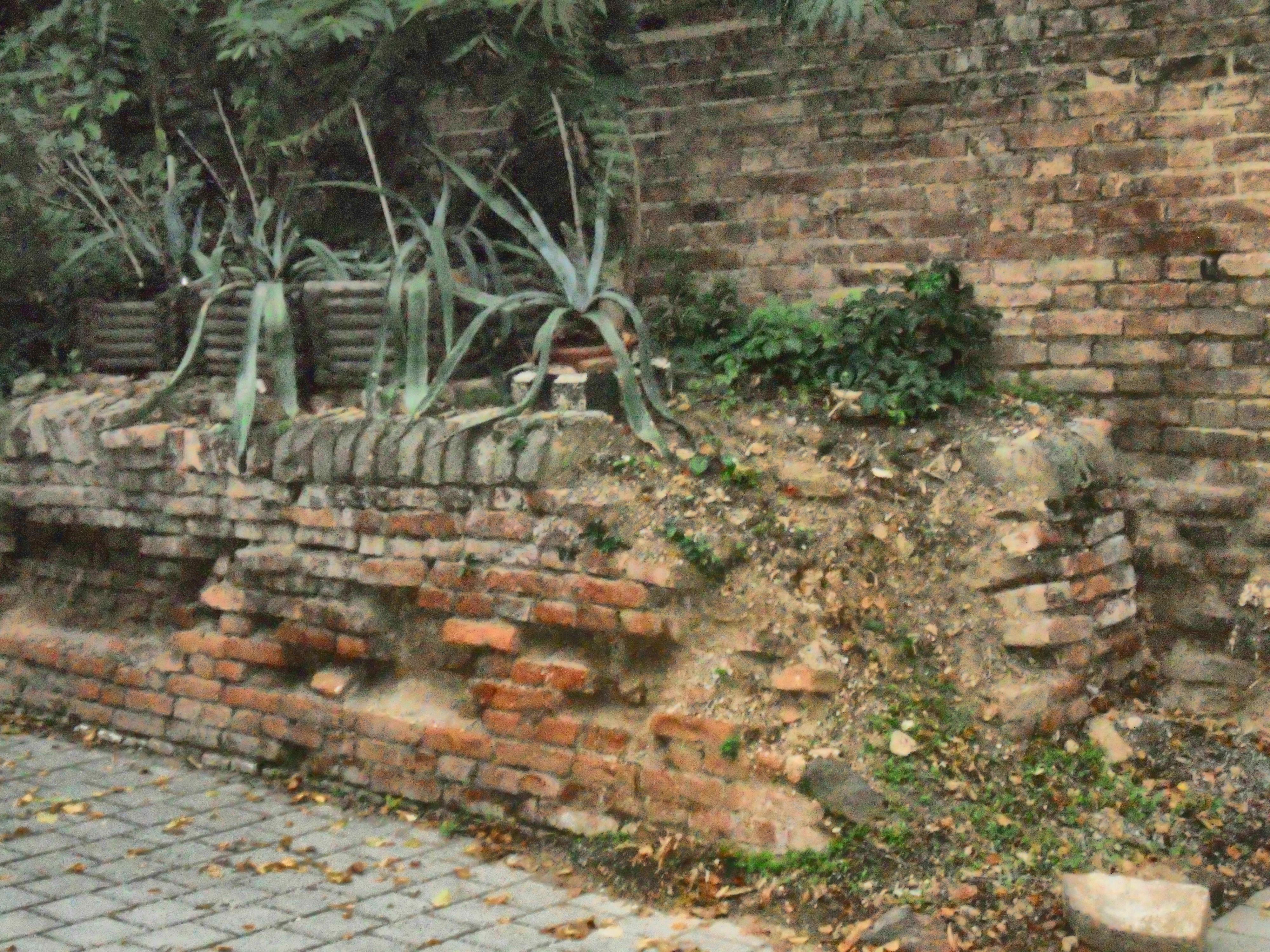
ヴァイリンガーガッセ通り13番地(Weyringergasse)の住居に残っている遺構。

現在、リーニエンヴァルの遺構は、フンツトゥルム礼拝堂の他にもわずかながら残されている。
- 3区：レンヴェーク通り(Rennweg)とベルヴェデーレ地区（旧・ウィーン南駅付近）に挟まれた近郊電車（エス・バーン）の線路沿い。北緯48度11分16秒 東経16度23分22秒 / 北緯48.187743度 東経16.389366度
- 3区：ザンクト・マルクス地区のアントン・クー・ヴェーク通り(Anton-Kuh-Weg)にあった旧・家畜市場(Viehmarkt)の敷地内。北緯48度11分27秒 東経16度24分20秒 / 北緯48.190861度 東経16.405484度
- 4区：ヴァイリンガーガッセ通り13番地(Weyringergasse)の住居の敷地内。北緯48度11分18秒 東経16度22分41秒 / 北緯48.188455度 東経16.378042度